# Echinopsis backebergii
Echinopsis backebergii là một loài thực vật có hoa trong họ Cactaceae. Loài này được Werderm. mô tả khoa học đầu tiên năm 1931.

## Hình ảnh

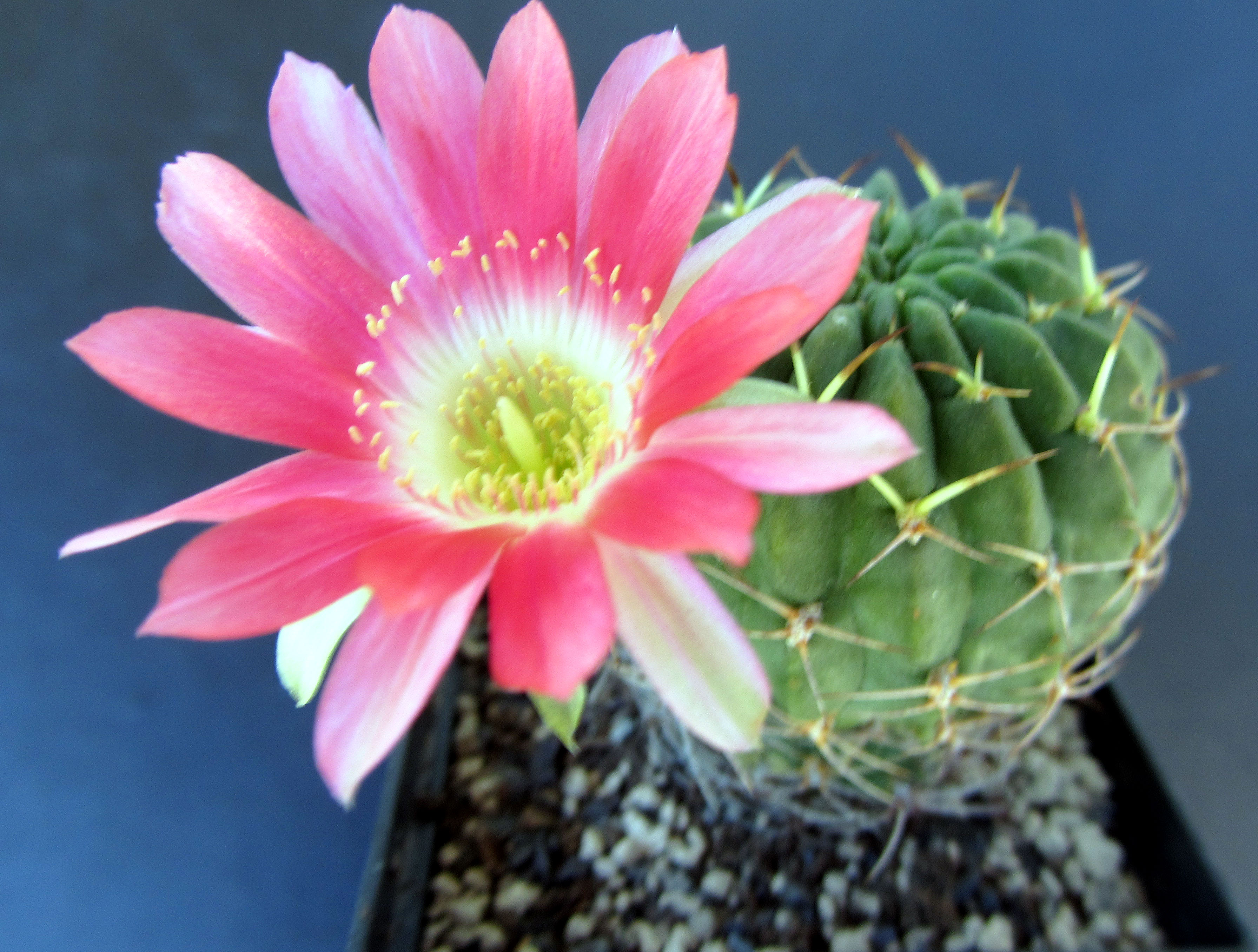
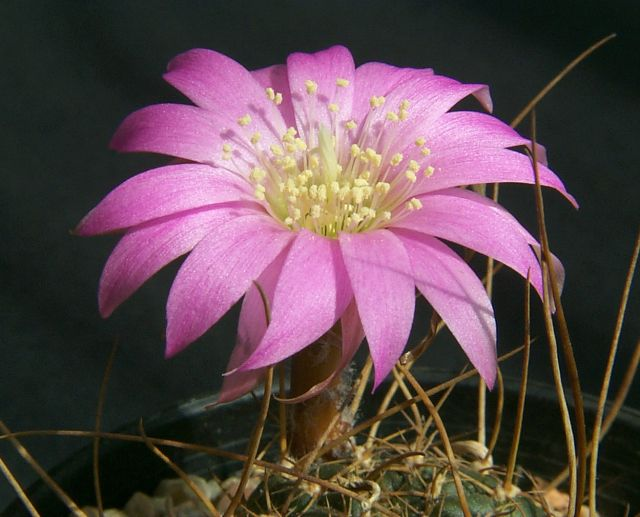
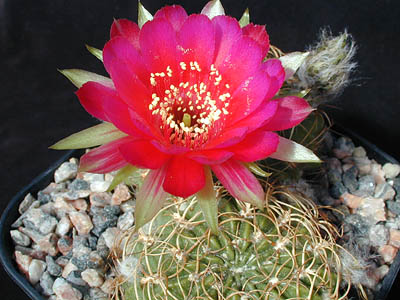
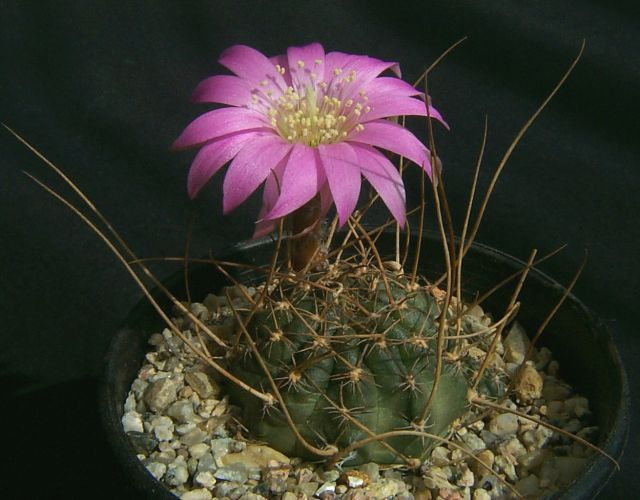